# Джимбинов, Апуш Мутлович
Апуш Мутлович Джимбинов (1910, Кердата, Большедербетовский улус, Ставропольская губерния, Российская империя — 1992, Элиста, Россия) — советский военный, государственный и общественный деятель Калмыцкой АССР, член инициативной группы восстановления автономии Калмыкии (1954—1956), член Оргбюро Калмыцкой областной партийной организации и Оргкомитета по Калмыцкой автономной области Ставропольского края  (1956—1957). Председатель Элистинского горисполкома (1957—1962).

## Биография
Апуш Мутлович Джимбинов родился в 1910 году в хотоне Кердата Большедербетовского улуса Ставропольской губернии (ныне — пос. Амур-Санан, Городовиковский район, Республика Калмыкия). Окончил Кердатинскую начальную школу. В 1925—1927 годах учился на рабфаке в Саратове. Затем в числе первых калмыков стал студентом Московского высшего технического училища (МВТУ) имени Баумана.
В 1932 году Апуша Джимбинова призвали в армию. С 1932 по 1935 год, во время службы на Дальнем Востоке, он прошёл путь от красноармейца 46-го артиллерийского полка до командира артиллерийской батареи 21-й КНАД кавалерийской дивизии имени И. В. Сталина.
С 1938 по 1941 год Апуш Джимбинов учился в артиллерийской академии имени Ф. Э. Дзержинского.
Осенью 1941 года он был откомандирован для формирования полка из москвичей-добровольцев – рабочих и служащих заводов «Серп и молот», «Москабель», а также других организаций и учреждений Калининского района Москвы. Эшелон с добровольцами был направлен на Брянский фронт, где участвовал в бою под хутором Овечий Лог. Это был первый бой Апуша Джимбинова в должности командира дивизиона. Полк понёс большие потери, но выполнил задание.
После харьковского наступления отступавшим частям Красной армии предстояло переправиться через Северский Донец, переправу на котором атаковал полк эсэсовцев. Небольшой отряд Джимбинова обеспечивал возможность переправы отступавшим частям. Мощная плотность огня, созданная его отрядом, позволила отбить атаки гитлеровцев. За проявленное мужество и умелое руководство операцией Апуш Джимбинов был награжден медалью «За боевые заслуги».
С октября 1941 по 1942 год Апуш Джимбинов воевал на Брянском фронте в должности командира дивизиона 41 артиллерийского полка. С фронта его отозвали в артиллерийскую академию им. Ф. Э. Дзержинского, где он окончил курсы штабных командиров. После окончания курсов был назначен начальником штаба полка.
Апуш Джимбинов принимал участие в боях под Москвой и Харьковом. В дальнейшем с должности начальника штаба полка его назначили начальником штаба артиллерийской дивизии.
В 1944 году по национальному признаку был снят с передовой и направлен в тыл, в Новосибирск, где он исполнял обязанности начальника штаба полка резервной части. В период службы в Новосибирске смог разыскать свою мать, троих сыновей, сестру и двух племянниц, высланных в Сибирь из Калмыцкой АССР в ходе депортации калмыцкого народа. Чтобы увезти всех в Москву, он дал свою фамилию и отчество двум племянницам.
В середине 1944 года ему удалось добиться возвращения в действующую армию. Он был назначен начальником штаба 477 Гвардейского полка 4-го Украинского фронта, в этой должности гвардии майор Апуш Джимбинов освобождал от фашистов Украину, Белоруссию, Польшу и Чехословакию. Войну закончил в Праге. Был ранен, получил контузию.
С 1946 по 1947 год Джимбинов служил в Закавказском военном округе.
В 1947 году был переведен начальником штаба 63-го стрелкового батальона на Украину. В 1953 году был демобилизован в звании подполковника.
В июне 1956 года Апуш Джимбинов в составе делегации от инициативной группы восстановления автономии Калмыкии во главе с О. И. Городовиковым был на приёме у Председателя Президиума Верховного Совета СССР К. Е. Ворошилова, где обсуждали вопрос о необходимости восстановления автономии Калмыкии.
В декабре 1956 года член инициативной группы восстановления автономии Калмыкии Апуш Джимбинов на рабочем заседании в ЦК КПСС был включен в Оргбюро Калмыцкой областной партийной организации и Оргкомитет восстановления автономии Калмыкии (Оргкомитет по Калмыцкой автономной области Ставропольского края). Ключевыми фигурами в Инициативной группы восстановления автономии Калмыкии (1954—1956) были Ока Иванович Городовиков и Бем Окунович Джимбинов, двоюродный брат Апуша Мутловича Джимбинова.
В 1957 году А. М. Джимбинов переехал в Элисту, где был назначен председателем Элистинского горисполкома. В этой должности он проработал более 5 лет.
С 1964 по 1970 год Джимбинов работал заместителем начальника Управления снабжения и сбыта при Совете Министров Калмыцкой АССР.

## Семья
Отец – Джимбинов Мутл Сенкович, мать – Моголцыкова Гиляна Манджиковна.
Первая жена: Гилана Лиджиевна Карвина, после осуждения по политической статье, с целью недопущения каких-либо проблем для детей и мужа дистанционно развелась с ним. Дети: Джорж, Генрих, Анатолий.
После восстановления автономии Калмыкии Апуш Джимбинов женился на своей землячке Надежде Нямишевне Джамбиновой.

## Награды
- Медаль «За боевые заслуги» (1942)
- Орден Красной Звезды
- Орден Отечественной войны II степени (1945)[4]
- Медаль «За освобождение Праги»
- Медаль «За победу над Германией в Великой Отечественной войне 1941—1945 гг.» (1945)
- Орден Отечественной войны I степени (1985)[5]